# Saranac River
Der Saranac River ist ein Zufluss des Lake Champlain im US-Bundesstaat New York.
Der Saranac River bildet den Abfluss des Middle Saranac Lake in den nördlichen Adirondack Mountains. Er durchfließt im Anschluss die Seen Lower Saranac Lake und Oseetah Lake sowie den Ort Saranac Lake. Er setzt seinen Kurs nach Osten fort und durchfließt die Stauseen Franklin Falls Pond, Union Falls Pond. Der North Branch Saranac River mündet linksseitig in den Fluss. Danach passiert der Fluss die Orte Saranac und Morrisonville, bevor er Plattsburgh erreicht, wo er in den Lake Champlain mündet.
Der Saranac River hat eine Länge von etwa 130 km. Sein Einzugsgebiet umfasst etwa 1560 km². Der mittlere Abfluss beträgt 25 m³/s.

## Wasserkraftanlagen
Am Saranac River befinden sich mehrere Wasserkraftwerke.
Der am untersten gelegene Damm am Saranac River, der Imperial Dam in Plattsburgh, wurde 1903 für die dortige Imperial Mill errichtet. Dieser stellt bis heute ein Hindernis für den Atlantischen Lachs dar, der in früheren Zeiten bis zu 30 km den Saranac River flussaufwärts zum Laichen schwamm. Bis 1986 wurde am Staudamm Elektrizität erzeugt. Bis heute fehlt am Imperial Dam eine Fischleiter.
Wasserkraftanlagen am Saranac River in Abstromrichtung:
| Name            | Leistung in MW | Anzahl Turbinen | Lage | Betreiber                      |
| --------------- | -------------- | --------------- | ---- | ------------------------------ |
| Lake Flower Dam | 0,17           |                 | (⊙)  | Village of Saranac Lake        |
| Union Falls     | 2,6            | 2               | (⊙)  | Ridgewood Power                |
| High Falls      | 15             | 3               | (⊙)  | New York State Elec & Gas Corp |
| Cadyville       | 5,5            | 3               | (⊙)  | New York State Elec & Gas Corp |
| Mill C          | 6              | 3               | (⊙)  | New York State Elec & Gas Corp |
| Kent Falls      | 13,7           | 3               | (⊙)  | New York State Elec & Gas Corp |
| Lower Saranac   | 10             | 3               | (⊙)  | Twin Saranac                   |
| Imperial Dam    | 0              |                 | (⊙)  |                                |